# David Petrarca
David Petrarca (Warwick, 10 novembre 1965) è un regista, produttore televisivo e direttore artistico statunitense, che lavora per il teatro, il cinema e la televisione.

## Biografia
Dal 1988 al 2005 è stato il direttore del Goodman Theatre di Chicago, successivamente è stato direttore artistico associato per la Playhouse Cincinnati in the Park e  per il Chelsea Theatre Center di New York City. Ha inoltre insegnato presso la University of North Carolina School of the Arts, al O'Neill Center e alla Northwestern University.
Petrarca è stato produttore esecutivo di serie televisive come Everwood, Eli Stone e Drop Dead Diva, di cui ha direttore anche numerosi episodi. Nel corso degli anni ha lavorato prevalentemente come regista televisivo per produzioni della HBO, come Big Love, Hung - Ragazzo squillo, True Blood e Il Trono di Spade. Nel 2006 ha diretto il suo primo lungometraggio per il cinema, Save the Last Dance 2.